# Ciocănitoare neagră

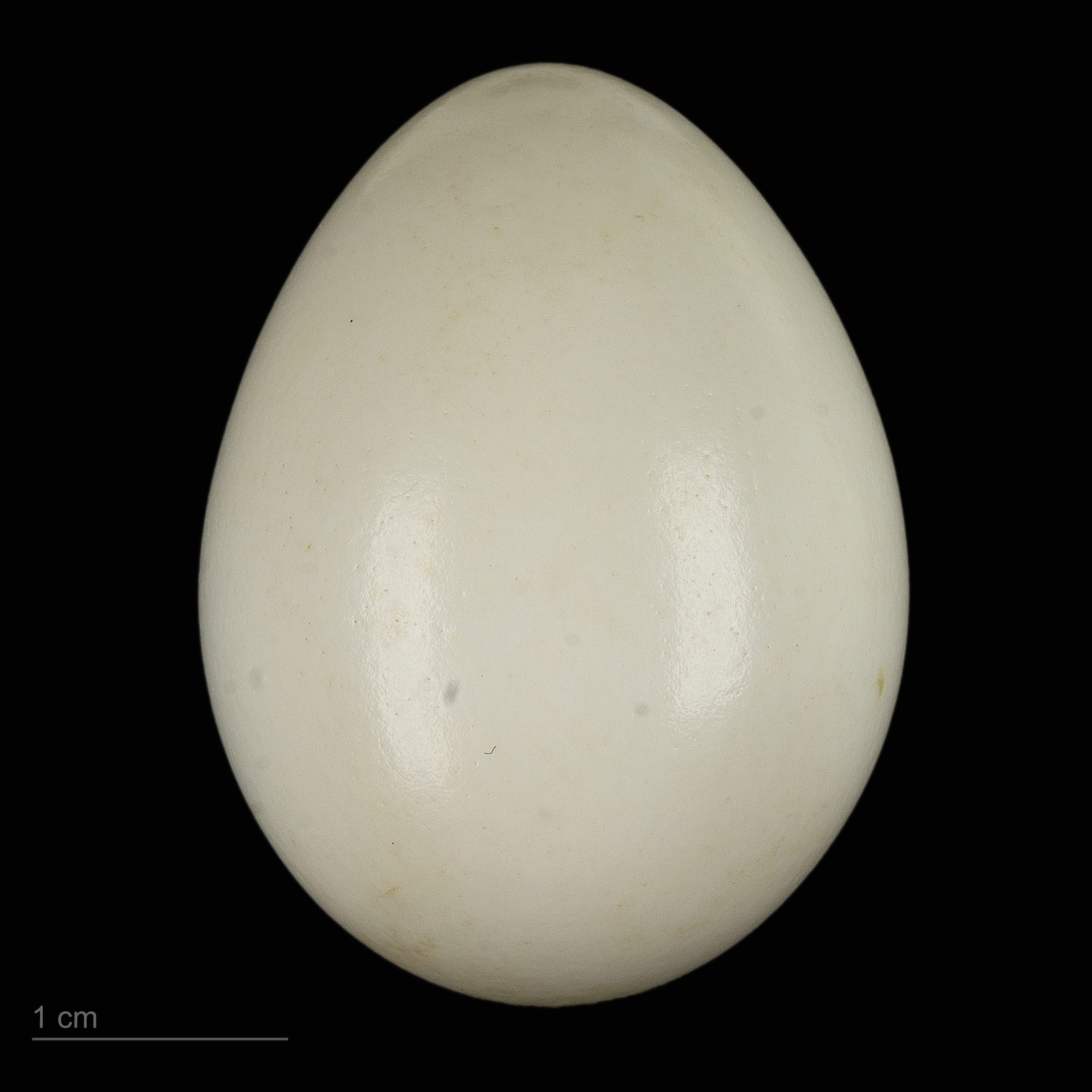
Dryocopus martius pinetorum - MHNT

Ciocănitoarea neagră (Dryocopus martius) este o pasăre sedentară din familia picide. Este cea mai mare ciocănitoare din Europa, având talia unei ciori. Lungimea corpului este de 45–57 cm, iar greutate de 200–380 g. Anvergura aripilor este de circa 64-73 cm. Longevitatea maximală cunoscută este de 14 ani. Colorația penajului este de un negru lucios, cu excepția unei zone de pe cap: masculul are tot creștetul roșu, iar femela - doar partea din spate a creștetului. Coada este lungă și în formă de daltă. Ciocul este mare, puternic, alb-albăstrui sau galben și cu vârful întunecat. Picioarele sunt sur-plumburii. Spre deosebire de celelalte ciocănitori, are un zbor drept continuu, fără ondulații. Arealul cuprinde regiunile boreale și temperate din Europa, parțial Asia până la Extremul Orient. Cele mai mari populații cuibăresc în Polonia, Bielorusia, Rusia și România. În România este întâlnită în păduri de conifere, mixte și foioase din Carpați, uneori și în cele din șes, mai ales în Muntenia. În ultimele decenii populația a suferit o expansiune accentuată și a devenit o specie larg răspândită în România, lipsind numai în zonele întinse fără păduri și la altitudini peste limita pădurii (1.700 m); este o specie comună în Delta Dunării. Populația din România este estimată la 14.500 și 57.000 de perechi. În Republica Moldova este foarte rară, a apărut prin anii 1980 și actualmente se întâlnește în pădurile din lunca Prutului și în zona Codrilor. Este o pasăre monogamă și sedentară, fiind prezentă tot timpul anului; iarna se întâlnește în ținuturile mai joase. Cuibul și-l sapă în copaci bătrâni, la 6-10 m de la sol sau și mai sus, și este scobit de ambii părinți, adesea chiar în trunchiuri sănătoase; gaura de intrare este ovală de cca 8 × 12 cm, adâncimea cuibului fiind de 60-100 cm, iar lățimea de 15-20 cm; cuibul este gol sau căptușit cu foarte puține așchii. Ponta este depusă o singură dată pe an prin aprilie-mai fiind alcătuită din 3-5 ouă albe, netede, lucioase, pe care le clocesc ambele sexe, timp de 12-14 zile. Puii sunt nidicoli, la ieșirea din ou fiind golași, cu pielea roz,  mandibula inferioară este prevăzută la bază cu o umflătură, cea superioară are vârful alb. Puii sunt hrăniți de ambii părinți cu hrană omorâtă în prealabil; ei deschid ochii la circa 12 zile; apar la deschiderea scorburii la 17-20 de zile și zboară la 24-28 de zile. Ciocănitoarea neagră se hrănește cu insecte și larvele acestora de sub scoarța arborilor. Consumă preponderent coleoptere (croitorii lemnului, gândacii de scoarță etc.) și larvele lor care trăiesc în copaci, furnici. Insectele le prinde cu limba lungă, care este acoperită de o substanță lipicioasă excretată de glandele salivare. Face găuri mari în trunchiurile putrezite ale copacilor în căutarea hranei cu ajutorul ciocului său puternic. Bate frecvent o darabană puternică care se aude de la o distanță de circa 3 km. Ciocănitoarea neagră este o specie folositoare, care consumă insectele dăunătoare de sub scoarță, protejând astfel copacii. Sunt descrise 2 subspecii: Dryocopus martius martius și Dryocopus martius khamensis. În Europa, inclusiv în România și Republica Moldova, trăiește subspecia Dryocopus martius martius.